# 蘇普麗亞·帕塔克
蘇普麗亞·帕塔克·卡普爾（英語：Supriya Pathak Kapur，1961年1月7日—）是一名印度女演員，主要作品是寶萊塢電影和印度电视连续剧。她最為人所知的作品包括电视连续剧《Khichdi》、电影《Goliyon Ki Raasleela Ram-Leela》（2013）、《甘地傳》及《Bazaar》等。
帕塔克的丈夫是印度男演員潘卡吉·卡普爾，他们育有一子一女。她的継子沙希德·卡普爾也是一名演员。

## 外部連結
- 蘇普麗亞·帕塔克在互联网电影资料库（IMDb）上的資料（英文）